# Volsc
El volsc és una llengua sabèl·lica parlada pels volscs en la zona central de l'antiga Itàlia, i que està estretament relacionada amb els idiomes oscà i umbre.
L'únic testimoni d'aquest idioma es troba en una inscripció trobada a Velitrae —actual Velletri—, que data aproximadament de principis del segle iii aC; està tallada en una petita placa de bronze, exposada al Museu Arqueològic Nacional de Nàpols. Aquesta placa devia estar unida a algun tipus d'objecte votiu i estava dedicada al déu Declunus o Decluna (hi ha la incertesa sobre si es tractava d'un déu o una deessa).
La llengua d'aquesta inscripció és prou clara per a mostrar peculiaritats molt marcades, que la situen a prop de la llengua de les Taules d'Iguvium, l'umbre. Es mostra, d'una banda, la labialització de la indoeuropea k com a labial q (volsc pis = quis llatí), i d'altra banda es palatalitza la gutural c precedida per i (facia = faciat llatí). Com l'umbre, però a diferència del llatí i l'oscà, tots els diftongs es redueixen a vocals simples (volsc es = oscà svai, volsc deue = oscà i llatí antic deiuai); aquest fenomen pot semblar natural natural perquè el volsc està més estretament relacionat amb l'umbre que amb l'oscà, està geogràficament més a prop de la segona llengua esmentada.
L'etnònim «volsc» mateix també és interessant no només per la seva forma antiga volusci; clarament conté una paraula cognada del grec helos. Les dues derivarien de velos, en grec la semivocal s'aspira, i en llatí i volsc dona volus. El nom Marica (deessa dels aiguamolls o les llacunes) dels auruncs es troba també a la costa de Picenum i entre els lugres; Esteve de Bizanci va identificar els oscos amb els sículs. És notori que en molts llocs pantanosos s'usa aquest sufix -co o -ca. A més a més dels auruncs, la deessa Marica i les intempestaeque Graviscae (Eneida 10.184), el terme és utilitzat a l'Ustica cubans d'Horaci (Odes 1.17.1), Hernici de la Vall del Trero, Satricum i Glanica als aiguamolls Pontins del Laci.